# 阮玉和嫻
美裔公主阮玉和嫻（越南语：／；1835年8月28日—1912年6月11日），越南阮朝明命帝第四十八女，生母惠嬪陳氏勳。

## 生平
明命十六年七月五日（1835年8月28日），阮玉和嫻在順化皇城出生。嗣德六年（1853年），公主19歲，下嫁右軍都統府都統阮黃之子阮珍。嗣德二十二年（1869年），嗣德帝封和嫻為美裔公主。維新六年四月二十六日（1912年6月11日），公主去世，享年七十八歲，諡美淑，葬於承天府香水縣安舊總安舊社（今屬承天順化省香水市社）。